# Steinbach am Attersee
Steinbach am Attersee è un comune austriaco di 867 abitanti nel distretto di Vöcklabruck, in Alta Austria.